# Torneo Apertura 2019 de Segunda División de Honduras

## Equipos Temporada 2019/20

### Campeonato de Ascenso

#### Grupo A
| Equipo          | Ciudad               | Estadio                          | Capacidad |
| --------------- | -------------------- | -------------------------------- | --------- |
| Social Sol      | Olanchito, Yoro      | Estadio San Jorge                |           |
| Victoria        | La Ceiba, Atlántida  | Estadio Ceibeño                  |           |
| Yoro F.C.       | Yoro, Yoro           | Estadio Olímpico Yoreño          |           |
| Tela F.C.       | Tela, Atlántida      | Estadio Carlos Calderón          |           |
| Boca Juniors    | Tocoa, Colón         | Estadio Francisco Martínez Durón |           |
| Bucanero        | La Ceiba, Atlántida  | Estadio Ceibeño                  |           |
| Santa Rosa F.C. | La Masica, Atlántida | Estadio Masiqueño                |           |
| San Manuel F.C. | San Manuel, Cortés   | Estadio Municipal                |           |

#### Grupo B
| Equipo               | Ciudad                       | Estadio                        | Capacidad |
| -------------------- | ---------------------------- | ------------------------------ | --------- |
| Deportes Savio       | Santa Rosa de Copán, Copán   | Estadio Sergio Reyes           |           |
| Real Juventud        | Santa Bárbara, Santa Bárbara | Estadio Argelio Sabillón       |           |
| Olimpia Occidental   | La Entrada, Copán            | Estadio Las Alsacias           |           |
| Lepaera F.C.         | Lepaera, Lempira             | Estadio Juan Orlando Hernández |           |
| Atlético Esperanzano | La Esperanza, Intibucá       | Estadio Romualdo Bueso         |           |
| Atlético Pinares     | Ocotepeque, Ocotepeque       | Estadio John F. Kennedy        |           |
| San Juan             | Quimistán, Santa Bárbara     | Estadio Domingo Ortega         |           |
| Azacualpa F.C.       | Azacualpa, Santa Bárbara     | Estadio Sol de América         |           |

#### Grupo C
| Equipo                 | Ciudad                      | Estadio                        | Capacidad |
| ---------------------- | --------------------------- | ------------------------------ | --------- |
| Parrillas One          | San Pedro Sula, Cortés      | Estadio Morazán                |           |
| Atlético Choloma       | Choloma, Cortés             | Estadio Rubén Deras            |           |
| Villanueva F.C.        | Villanueva, Cortés          | Estadio José Adrián Cruz       |           |
| Atlético Independiente | Siguatepeque, Comayagua     | Estadio Roberto Martínez Ávila |           |
| Brasilia F.C.          | Río Lindo, Cortés           | Estadio Filiberto Fernández    |           |
| Santos F.C.            | Siguatepeque, Comayagua     | Estadio Roberto Martínez Ávila |           |
| Lone F.C.              | San Pedro Sula, Cortés      | Estadio Olímpico Metropolitano |           |
| Atlético Santa Cruz    | Santa Cruz de Yojoa, Cortés | Estadio Álex Pineda Chacón     |           |

#### Grupo D
| Equipo          | Ciudad                           | Estadio                        | Capacidad |
| --------------- | -------------------------------- | ------------------------------ | --------- |
| Juticalpa F.C.  | Juticalpa, Olancho               | Estadio Juan Ramón Brevé       |           |
| Olancho F.C.    | Tegucigalpa, Francisco Morazán   | Estadio El Birichiche          |           |
| Gimnástico      | Tegucigalpa, Francisco Morazán   | Estadio Emilio Larach          |           |
| Estrella Roja   | Danlí, El Paraíso                | Estadio Marcelo Tinoco         |           |
| Génesis Huracán | Tegucigalpa, Francisco Morazán   | Estadio El Birichiche          |           |
| Delicias F.C.   | San Francisco de La Paz, Olancho | Estadio Oscar Peralta          |           |
| Broncos         | Choluteca, Choluteca             | Estadio Emilio Williams Agasse |           |
| Inter           | El Triunfo, Choluteca            | Estadio Emilio Williams Agasse |           |

## Grupo A

### Fase regular
Simbología:

Pts: puntos acumulados.

PJ: partidos jugados.

PG: partidos ganados.

PE: partidos empatados.

PP: partidos perdidos.

GF: goles a favor.

GC: goles en contra.

|                                               |    | Equipo          | PJ | G  | E | P | GF | GC | Dif. | Pts |
| --------------------------------------------- | -- | --------------- | -- | -- | - | - | -- | -- | ---- | --- |
|                                               | 1. | Victoria        | 14 | 11 | 2 | 1 | 39 | 18 | +21  | 35  |
|                                               | 2. | Boca Juniors    | 14 | 6  | 6 | 2 | 28 | 15 | +13  | 24  |
|                                               | 3. | Santa Rosa F.C. | 14 | 7  | 3 | 4 | 16 | 15 | +1   | 24  |
|                                               | 4. | Tela F.C.       | 14 | 7  | 3 | 4 | 22 | 14 | +8   | 18  |
|                                               | 5. | San Manuel F.C. | 14 | 5  | 3 | 6 | 17 | 19 | -2   | 18  |
|                                               | 6. | Bucanero        | 14 | 3  | 3 | 8 | 9  | 20 | -11  | 12  |
|                                               | 7. | Yoro F.C.       | 14 | 2  | 4 | 8 | 11 | 26 | -15  | 10  |
|                                               | 8. | Social Sol      | 14 | 0  | 6 | 8 | 13 | 28 | -15  | 6   |
| Última actualización: 8 de noviembre de 2019. |    |                 |    |    |   |   |    |    |      |     |

- Al Tela F.C. Se Le Restan seis puntos  por no cumplir con el licenciamiento de clubes.

|  | Clasificado a la fase final |
|  | Último Lugar                |

### Fase de clasificación
| Jornada 1         | Jornada 1 | Jornada 1       | Jornada 1       | Jornada 1    | Jornada 1 |
| Local             | Resultado | Visitante       | Estadio         | Fecha        | Hora      |
| ----------------- | --------- | --------------- | --------------- | ------------ | --------- |
| Social Sol        | 1 - 2     | Santa Rosa F.C. | San Jorge       | 17 de agosto | 19:00     |
| Tela F.C.         | 1 - 2     | Victoria        | Carlos Calderón | 18 de agosto | 15:00     |
| Bucanero          | 1 - 1     | Boca Junior     | Ceibeño         | 18 de agosto | 15:30     |
| San Manuel F.C.   | 1 - 0     | Yoro F.C.       | Municipal       | 18 de agosto | 16:00     |
| Total de goles: 9 |           |                 |                 |              |           |

| Jornada 2          | Jornada 2 | Jornada 2       | Jornada 2          | Jornada 2    | Jornada 2 |
| Local              | Resultado | Visitante       | Estadio            | Fecha        | Hora      |
| ------------------ | --------- | --------------- | ------------------ | ------------ | --------- |
| Victoria           | 6 - 2     | San Manuel F.C. | Ceibeño            | 23 de agosto | 19:30     |
| Yoro F.C.          | 0 - 2     | Tela F.C.       | Olímpico Yoreño    | 25 de agosto | 14:00     |
| Boca Junior        | 4 - 0     | Social Sol      | Francisco Martínez | 25 de agosto | 15:30     |
| Bucanero           | 0 - 0     | Santa Rosa F.C. | Ceibeño            | 25 de agosto | 15:30     |
| Total de goles: 14 |           |                 |                    |              |           |

| Jornada 3          | Jornada 3 | Jornada 3   | Jornada 3       | Jornada 3       | Jornada 3 |
| Local              | Resultado | Visitante   | Estadio         | Fecha           | Hora      |
| ------------------ | --------- | ----------- | --------------- | --------------- | --------- |
| Santa Rosa F.C.    | 3 - 2     | Boca Junior | Masiqueño       | 31 de agosto    | 15:00     |
| San Manuel F.C.    | 2 - 0     | Tela F.C.   | Municipal       | 31 de agosto    | 15:00     |
| Social Sol         | 0 - 2     | Bucanero    | San Jorge       | 31 de agosto    | 19:00     |
| Yoro F.C.          | 2 - 4     | Victoria    | Olímpico Yoreño | 1 de septiembre | 14:00     |
| Total de goles: 15 |           |             |                 |                 |           |

| Jornada 4          | Jornada 4 | Jornada 4       | Jornada 4       | Jornada 4       | Jornada 4 |
| Local              | Resultado | Visitante       | Estadio         | Fecha           | Hora      |
| ------------------ | --------- | --------------- | --------------- | --------------- | --------- |
| Tela F.C.          | 3 - 0     | Santa Rosa F.C. | Carlos Calderón | 4 de septiembre | 16:00     |
| Victoria           | 3 - 3     | Boca Junior     | Ceibeño         | 4 de septiembre | 19:00     |
| Social Sol         | 1 - 1     | Yoro F.C.       | San Jorge       | 4 de septiembre | 19:00     |
| Bucanero           | 1 - 0     | San Manuel F.C. | Ceibeño         | 5 de septiembre | 15:30     |
| Total de goles: 12 |           |                 |                 |                 |           |

| Jornada 5         | Jornada 5 | Jornada 5       | Jornada 5          | Jornada 5       | Jornada 5 |
| Local             | Resultado | Visitante       | Estadio            | Fecha           | Hora      |
| ----------------- | --------- | --------------- | ------------------ | --------------- | --------- |
| San Manuel F.C.   | 1 - 0     | Santa Rosa F.C. | Municipal          | 7 de septiembre | 17:30     |
| Victoria          | 4 - 1     | Social Sol      | Ceibeño            | 7 de septiembre | 19:30     |
| Yoro F.C.         | 0 - 0     | Bucanero        | Olímpico Yoreño    | 8 de septiembre | 14:00     |
| Boca Junior       | 1 - 1     | Tela F.C.       | Francisco Martínez | 8 de septiembre | 14:00     |
| Total de goles: 8 |           |                 |                    |                 |           |

| Jornada 6         | Jornada 6 | Jornada 6   | Jornada 6       | Jornada 6        | Jornada 6 |
| Local             | Resultado | Visitante   | Estadio         | Fecha            | Hora      |
| ----------------- | --------- | ----------- | --------------- | ---------------- | --------- |
| Santa Rosa F.C.   | 2 - 0     | Yoro F.C.   | Masiqueño       | 14 de septiembre | 15:00     |
| Tela F.C.         | 1 - 0     | Social Sol  | Carlos Calderón | 14 de septiembre | 16:00     |
| San Manuel F.C.   | 0 - 2     | Boca Junior | Municipal       | 14 de septiembre | 17:30     |
| Bucanero          | 1 - 3     | Victoria    | Ceibeño         | 15 de septiembre | 15:30     |
| Total de goles: 9 |           |             |                 |                  |           |

| Jornada 7          | Jornada 7 | Jornada 7       | Jornada 7         | Jornada 7        | Jornada 7 |
| Local              | Resultado | Visitante       | Estadio           | Fecha            | Hora      |
| ------------------ | --------- | --------------- | ----------------- | ---------------- | --------- |
| Boca Junior        | 2 - 0     | Yoro F.C.       | Municipal de Sabá | 20 de septiembre | 15:30     |
| Social Sol         | 1 - 1     | San Manuel F.C. | San Jorge         | 21 de septiembre | 19:00     |
| Victoria           | 2 - 0     | Santa Rosa F.C. | Ceibeño           | 21 de septiembre | 19:30     |
| Tela F.C.          | 4 - 0     | Bucanero        | Carlos Calderón   | 22 de septiembre | 15:30     |
| Total de goles: 10 |           |                 |                   |                  |           |

| Jornada 8        | Jornada 8 | Jornada 8       | Jornada 8         | Jornada 8        | Jornada 8 |
| Local            | Resultado | Visitante       | Estadio           | Fecha            | Hora      |
| ---------------- | --------- | --------------- | ----------------- | ---------------- | --------- |
| Boca Junior      | 2 - 0     | Bucanero        | Municipal de Sabá | 27 de septiembre | 15:30     |
| Victoria         | 1 - 0     | Tela F.C.       | Ceibeño           | 27 de septiembre | 19:30     |
| Yoro F.C.        | 2 - 1     | San Manuel F.C. | Olímpico Yoreño   | 29 de septiembre | 14:00     |
| Santa Rosa F.C.  | 1 - 1     | Social Sol      | Masiqueño         | 29 de septiembre | 15:00     |
| Total de goles:8 |           |                 |                   |                  |           |

| Jornada 9         | Jornada 9 | Jornada 9   | Jornada 9       | Jornada 9    | Jornada 9 |
| Local             | Resultado | Visitante   | Estadio         | Fecha        | Hora      |
| ----------------- | --------- | ----------- | --------------- | ------------ | --------- |
| Tela F.C.         | 2 - 1     | Yoro F.C.   | Carlos Calderón | 5 de octubre | 15:30     |
| San Manuel F.C.   | 1 - 1     | Victoria    | Municipal       | 5 de octubre | 16:00     |
| Social Sol        | 1 - 1     | Boca Junior | San Jorge       | 5 de octubre | 19:00     |
| Santa Rosa F.C.   | 1 - 0     | Bucanero    | Masiqueño       | 6 de octubre | 15:00     |
| Total de goles: 8 |           |             |                 |              |           |

| Jornada 10        | Jornada 10 | Jornada 10      | Jornada 10         | Jornada 10    | Jornada 10 |
| Local             | Resultado  | Visitante       | Estadio            | Fecha         | Hora       |
| ----------------- | ---------- | --------------- | ------------------ | ------------- | ---------- |
| Victoria          | 3 - 0      | Yoro F.C.       | Ceibeño            | 12 de octubre | 19:30      |
| Tela F.C.         | 2 - 1      | San Manuel F.C. | Carlos Calderón    | 12 de octubre | 15:30      |
| Boca Junior       | 2 - 0      | Santa Rosa F.C. | Francisco Martínez | 13 de octubre | 15:00      |
| Bucanero          | 1 - 0      | Social Sol      | Ceibeño            | 13 de octubre | 15:30      |
| Total de goles: 9 |            |                 |                    |               |            |

| Jornada 11         | Jornada 11 | Jornada 11 | Jornada 11         | Jornada 11    | Jornada 11 |
| Local              | Resultado  | Visitante  | Estadio            | Fecha         | Hora       |
| ------------------ | ---------- | ---------- | ------------------ | ------------- | ---------- |
| Boca Junior        | 1 - 3      | Victoria   | Francisco Martínez | 16 de octubre | 15:00      |
| Santa Rosa F.C.    | 2 - 1      | Tela F.C.  | Masiqueño          | 16 de octubre | 15:00      |
| Yoro F.C.          | 1 - 1      | Social Sol | Olímpico Yoreño    | 16 de octubre | 18:00      |
| San Manuel F.C.    | 3 - 0      | Bucanero   | Municipal          | 31 de octubre | 17:30      |
| Total de goles: 12 |            |            |                    |               |            |

| Jornada 12         | Jornada 12 | Jornada 12      | Jornada 12      | Jornada 12    | Jornada 12 |
| Local              | Resultado  | Visitante       | Estadio         | Fecha         | Hora       |
| ------------------ | ---------- | --------------- | --------------- | ------------- | ---------- |
| Tela F.C.          | 2 - 2      | Boca Junior     | Carlos Calderón | 19 de octubre | 15:30      |
| Bucanero           | 2 - 3      | Yoro F.C.       | Ceibeño         | 19 de octubre | 15:30      |
| Social Sol         | 4 - 5      | Victoria        | San Jorge       | 19 de octubre | 19:00      |
| Santa Rosa F.C.    | 3 - 1      | San Manuel F.C. | Masiqueño       | 20 de octubre | 15:00      |
| Total de goles: 22 |            |                 |                 |               |            |

| Jornada 13         | Jornada 13 | Jornada 13      | Jornada 13         | Jornada 13    | Jornada 13 |
| Local              | Resultado  | Visitante       | Estadio            | Fecha         | Hora       |
| ------------------ | ---------- | --------------- | ------------------ | ------------- | ---------- |
| Social Sol         | 2 - 2      | Tela F.C.       | San Jorge          | 26 de octubre | 19:00      |
| Victoria           | 2 - 1      | Bucanero        | Ceibeño            | 26 de octubre | 19:30      |
| Yoro F.C.          | 1 - 1      | Santa Rosa F.C. | Olímpico Yoreño    | 27 de octubre | 14:00      |
| Boca Junior        | 1 - 1      | San Manuel F.C. | Francisco Martínez | 28 de octubre | 15:30      |
| Total de goles: 11 |            |                 |                    |               |            |

| Jornada 14        | Jornada 14 | Jornada 14  | Jornada 14      | Jornada 14     | Jornada 14 |
| Local             | Resultado  | Visitante   | Estadio         | Fecha          | Hora       |
| ----------------- | ---------- | ----------- | --------------- | -------------- | ---------- |
| Yoro F.C.         | 0 - 4      | Boca Junior | Olímpico Yoreño | 3 de noviembre | 15:00      |
| San Manuel F.C.   | 2 - 0      | Social Sol  | Municipal       | 3 de noviembre | 15:00      |
| Santa Rosa F.C.   | 1 - 0      | Victoria    | Masiqueño       | 3 de noviembre | 15:00      |
| Bucanero          | 0 - 1      | Tela F.C.   | Ceibeño         | 3 de noviembre | 15:00      |
| Total de goles: 8 |            |             |                 |                |            |

## Grupo B

### Fase regular
Simbología:

Pts: puntos acumulados.

PJ: partidos jugados.

PG: partidos ganados.

PE: partidos empatados.

PP: partidos perdidos.

GF: goles a favor.

GC: goles en contra.

|                                               |    | Equipo               | PJ | G  | E | P | GF | GC | Dif. | Pts |
| --------------------------------------------- | -- | -------------------- | -- | -- | - | - | -- | -- | ---- | --- |
|                                               | 1. | Atlético Pinares     | 14 | 11 | 1 | 2 | 34 | 15 | +19  | 34  |
|                                               | 2. | San Juan             | 14 | 9  | 2 | 3 | 38 | 21 | +17  | 29  |
|                                               | 3. | Real Juventud        | 14 | 7  | 1 | 6 | 24 | 20 | +4   | 22  |
|                                               | 4. | Lepaera F.C.         | 14 | 6  | 3 | 5 | 31 | 27 | +4   | 21  |
|                                               | 5. | Deportes Savio       | 14 | 4  | 4 | 6 | 20 | 26 | -6   | 16  |
|                                               | 6. | Atlético Esperanzano | 14 | 4  | 3 | 7 | 14 | 29 | -15  | 15  |
|                                               | 7. | Olimpia Occidental   | 14 | 4  | 2 | 8 | 21 | 28 | -7   | 14  |
|                                               | 8. | Azacualpa F.C.       | 14 | 1  | 4 | 9 | 11 | 27 | -16  | 7   |
| Última actualización: 8 de noviembre de 2019. |    |                      |    |    |   |   |    |    |      |     |

|  | Clasificado a la fase final |
|  | Último Lugar                |

### Fase de clasificación
| Jornada 1            | Jornada 1 | Jornada 1      | Jornada 1       | Jornada 1    | Jornada 1 |
| Local                | Resultado | Visitante      | Estadio         | Fecha        | Hora      |
| -------------------- | --------- | -------------- | --------------- | ------------ | --------- |
| Atlético Esperanzano | 0 - 3     | Real Juventud  | Romualdo Bueso  | 17 de agosto | 16:00     |
| Olimpia Occidental   | 0 - 1     | Lepaera F.C    | Las Alsacias    | 18 de agosto | 13:00     |
| Deportes Savio       | 2 - 2     | Azacualpa F.C. | Sergio Reyes    | 18 de agosto | 14:00     |
| Atlético Pinares     | 2 - 1     | San Juan       | John F. Kennedy | 18 de agosto | 15:00     |
| Total de goles: 11   |           |                |                 |              |           |

| Jornada 2            | Jornada 2 | Jornada 2          | Jornada 2        | Jornada 2    | Jornada 2 |
| Local                | Resultado | Visitante          | Estadio          | Fecha        | Hora      |
| -------------------- | --------- | ------------------ | ---------------- | ------------ | --------- |
| Real Juventud        | 2 - 3     | Olimpia Occidental | Argelio Sabillón | 23 de agosto | 19:30     |
| Atlético Esperanzano | 3 - 2     | Lepaera F.C.       | Romualdo Bueso   | 24 de agosto | 16:00     |
| Azacualpa F.C.       | 2 - 4     | Atlético Pinares   | Sol de América   | 24 de agosto | 19:30     |
| San Juan             | 1 - 1     | Deportes Savio     | Domingo Ortega   | 25 de agosto | 15:00     |
| Total de goles: 18   |           |                    |                  |              |           |

| Jornada 3          | Jornada 3 | Jornada 3            | Jornada 3              | Jornada 3       | Jornada 3 |
| Local              | Resultado | Visitante            | Estadio                | Fecha           | Hora      |
| ------------------ | --------- | -------------------- | ---------------------- | --------------- | --------- |
| Azacualpa F.C.     | 0 - 1     | San Juan             | Sol de América         | 31 de agosto    | 17:00     |
| Lepaera F.C.       | 5 - 1     | Real Juventud        | Juan Orlando Hernández | 31 de agosto    | 17:00     |
| Olimpia Occidental | 0 - 0     | Atlético Esperanzano | Las Alsacias           | 1 de septiembre | 13:00     |
| Deportes Savio     | 2 - 3     | Atlético Pinares     | Sergio Reyes           | 1 de septiembre | 14:00     |
| Total de goles: 12 |           |                      |                        |                 |           |

| Jornada 4            | Jornada 4 | Jornada 4      | Jornada 4       | Jornada 4       | Jornada 4 |
| Local                | Resultado | Visitante      | Estadio         | Fecha           | Hora      |
| -------------------- | --------- | -------------- | --------------- | --------------- | --------- |
| Atlético Pinares     | 5 - 2     | Lepaera F.C.   | John F. Kennedy | 4 de septiembre | 15:00     |
| Olimpia Occidental   | 2 - 0     | Azacualpa F.C. | Las Alsacias    | 4 de septiembre | 15:00     |
| Atlético Esperanzano | 0 - 0     | Deportes Savio | Romualdo Bueso  | 4 de septiembre | 17:00     |
| San Juan             | 2 - 4     | Real Juventud  | Domingo Ortega  | 4 de septiembre | 19:30     |
| Total de goles: 15   |           |                |                 |                 |           |

| Jornada 5          | Jornada 5 | Jornada 5            | Jornada 5        | Jornada 5       | Jornada 5 |
| Local              | Resultado | Visitante            | Estadio          | Fecha           | Hora      |
| ------------------ | --------- | -------------------- | ---------------- | --------------- | --------- |
| Real Juventud      | 0 - 2     | Atlético Pinares     | Argelio Sabillón | 6 de septiembre | 19:15     |
| Azacualpa F.C.     | 1 - 2     | Atlético Esperanzano | Sol de América   | 7 de septiembre | 16:00     |
| Deportes Savio     | 3 - 2     | Lepaera F.C.         | Sergio Reyes     | 8 de septiembre | 15:00     |
| San Juan           | 4 - 2     | Olimpia Occidental   | Domingo Ortega   | 8 de septiembre | 15:00     |
| Total de goles: 16 |           |                      |                  |                 |           |

| Jornada 6            | Jornada 6 | Jornada 6          | Jornada 6              | Jornada 6        | Jornada 6 |
| Local                | Resultado | Visitante          | Estadio                | Fecha            | Hora      |
| -------------------- | --------- | ------------------ | ---------------------- | ---------------- | --------- |
| Atlético Pinares     | 3 - 1     | Olimpia Occidental | John F. Kennedy        | 14 de septiembre | 15:00     |
| Atlético Esperanzano | 3 - 3     | San Juan           | Romualdo Bueso         | 14 de septiembre | 16:30     |
| Lepaera F.C.         | 1 - 1     | Azacualpa F.C.     | Juan Orlando Hernández | 14 de septiembre | 17:00     |
| Deportes Savio       | 1 - 0     | Real Juventud      | Sergio Reyes           | 14 de septiembre | 19:00     |
| Total de goles: 13   |           |                    |                        |                  |           |

| Jornada 7          | Jornada 7 | Jornada 7            | Jornada 7        | Jornada 7        | Jornada 7 |
| Local              | Resultado | Visitante            | Estadio          | Fecha            | Hora      |
| ------------------ | --------- | -------------------- | ---------------- | ---------------- | --------- |
| Real Juventud      | 6 - 1     | Azacualpa F.C.       | Argelio Sabillón | 20 de septiembre | 19:30     |
| Atlético Pinares   | 2 - 1     | Atlético Esperanzano | John F. Kennedy  | 21 de septiembre | 15:00     |
| Olimpia Occidental | 4 - 2     | Deportes Savio       | Las Alsacias     | 22 de septiembre | 14:00     |
| San Juan           | 1 - 0     | Lepaera F.C.         | Domingo Ortega   | 22 de septiembre | 16:00     |
| Total de goles: 17 |           |                      |                  |                  |           |

| Jornada 8         | Jornada 8 | Jornada 8            | Jornada 8              | Jornada 8        | Jornada 8 |
| Local             | Resultado | Visitante            | Estadio                | Fecha            | Hora      |
| ----------------- | --------- | -------------------- | ---------------------- | ---------------- | --------- |
| Real Juventud     | 1 - 0     | Atlético Esperanzano | Argelio Sabillón       | 27 de septiembre | 19:30     |
| Lepaera F.C.      | 2 - 2     | Olimpia Occidental   | Juan Orlando Hernández | 28 de septiembre | 17:00     |
| Azacualpa F.C.    | 1 - 1     | Deportes Savio       | Sol de América         | 29 de septiembre | 15:00     |
| San Juan          | 1 - 0     | Atlético Pinares     | Domingo Ortega         | 29 de septiembre | 15:30     |
| Total de goles: 8 |           |                      |                        |                  |           |

| Jornada 9          | Jornada 9 | Jornada 9            | Jornada 9              | Jornada 9    | Jornada 9 |
| Local              | Resultado | Visitante            | Estadio                | Fecha        | Hora      |
| ------------------ | --------- | -------------------- | ---------------------- | ------------ | --------- |
| Atlético Pinares   | 4 - 0     | Azacualpa F.C.       | John F. Kennedy        | 5 de octubre | 15:00     |
| Lepaera F.C.       | 2 - 1     | Atlético Esperanzano | Juan Orlando Hernández | 5 de octubre | 17:00     |
| Deportes Savio     | 2 - 5     | San Juan             | Sergio Reyes           | 6 de octubre | 11:00     |
| Olimpia Occidental | 4 - 2     | Real Juventud        | Las Alsacias           | 6 de octubre | 13:00     |
| Total de goles: 20 |           |                      |                        |              |           |

| Jornada 10           | Jornada 10 | Jornada 10         | Jornada 10       | Jornada 10    | Jornada 10 |
| Local                | Resultado  | Visitante          | Estadio          | Fecha         | Hora       |
| -------------------- | ---------- | ------------------ | ---------------- | ------------- | ---------- |
| Real Juventud        | 3 - 1      | Lepaera F.C.       | Argelio Sabillón | 11 de octubre | 19:30      |
| Atlético Pinares     | 2 - 0      | Deportes Savio     | John F. Kennedy  | 12 de octubre | 15:00      |
| San Juan             | 1 - 0      | Azacualpa F.C.     | Domingo Ortega   | 12 de octubre | 15:45      |
| Atlético Esperanzano | 1 - 0      | Olimpia Occidental | Romualdo Bueso   | 12 de octubre | 16:00      |
| Total de goles: 8    |            |                    |                  |               |            |

| Jornada 11         | Jornada 11 | Jornada 11           | Jornada 11             | Jornada 11    | Jornada 11 |
| Local              | Resultado  | Visitante            | Estadio                | Fecha         | Hora       |
| ------------------ | ---------- | -------------------- | ---------------------- | ------------- | ---------- |
| Azacualpa F.C.     | 2 - 0      | Olimpia Occidental   | Sol de América         | 16 de octubre | 16:00      |
| Lepaera F.C.       | 3 - 2      | Atlético Pinares     | Juan Orlando Hernández | 16 de octubre | 18:00      |
| Deportes Savio     | 2 - 1      | Atlético Esperanzano | Sergio Reyes           | 16 de octubre | 19:00      |
| Real Juventud      | 0 - 1      | San Juan             | Argelio Sabillón       | 16 de octubre | 19:30      |
| Total de goles: 11 |            |                      |                        |               |            |

| Jornada 12           | Jornada 12 | Jornada 12     | Jornada 12             | Jornada 12    | Jornada 12 |
| Local                | Resultado  | Visitante      | Estadio                | Fecha         | Hora       |
| -------------------- | ---------- | -------------- | ---------------------- | ------------- | ---------- |
| Atlético Esperanzano | 1 - 0      | Azacualpa F.C. | Romualdo Bueso         | 19 de octubre | 4:15       |
| Lepaera F.C.         | 3 - 2      | Deportes Savio | Juan Orlando Hernández | 19 de octubre | 17:00      |
| Olimpia Occidental   | 1 - 5      | San Juan       | Las Alsacias           | 20 de octubre | 14:00      |
| Atlético Pinares     | 0 - 0      | Real Juventud  | John F. Kennedy        | 20 de octubre | 15:00      |
| Total de goles: 12   |            |                |                        |               |            |

| Jornada 13         | Jornada 13 | Jornada 13           | Jornada 13       | Jornada 13    | Jornada 13 |
| Local              | Resultado  | Visitante            | Estadio          | Fecha         | Hora       |
| ------------------ | ---------- | -------------------- | ---------------- | ------------- | ---------- |
| Real Juventud      | 1 - 0      | Deportes Savio       | Argelio Sabillón | 25 de octubre | 19:30      |
| Azacualpa F.C.     | 1 - 1      | Lepaera F.C.         | Sol de América   | 26 de octubre | 17:00      |
| Olimpia Occidental | 1 - 2      | Atlético Pinares     | Las Alsacias     | 27 de octubre | 14:00      |
| San Juan           | 10 - 0     | Atlético Esperanzano | Domingo Ortega   | 27 de octubre | 15:00      |
| Total de goles: 16 |            |                      |                  |               |            |

| Jornada 14           | Jornada 14 | Jornada 14         | Jornada 14             | Jornada 14     | Jornada 14 |
| Local                | Resultado  | Visitante          | Estadio                | Fecha          | Hora       |
| -------------------- | ---------- | ------------------ | ---------------------- | -------------- | ---------- |
| Azacualpa F.C.       | 0 - 1      | Real Juventud      | Sol de América         | 2 de noviembre | 16:00      |
| Lepaera F.C.         | 6 - 2      | San Juan           | Juan Orlando Hernández | 2 de noviembre | 16:00      |
| Atlético Esperanzano | 1 - 3      | Atlético Pinares   | Romualdo Bueso         | 2 de noviembre | 16:00      |
| Deportes Savio       | 2 - 1      | Olimpia Occidental | Sergio Reyes           | 3 de noviembre | 14:00      |
| Total de goles: 16   |            |                    |                        |                |            |

## Grupo C

### Fase regular
Simbología:

Pts: puntos acumulados.

PJ: partidos jugados.

PG: partidos ganados.

PE: partidos empatados.

PP: partidos perdidos.

GF: goles a favor.

GC: goles en contra.

|                                               |    | Equipo                 | PJ | G | E | P | GF | GC | Dif. | Pts |
| --------------------------------------------- | -- | ---------------------- | -- | - | - | - | -- | -- | ---- | --- |
|                                               | 1. | Atlético Independiente | 14 | 7 | 4 | 3 | 35 | 23 | +12  | 25  |
|                                               | 2. | Santos F.C.            | 14 | 6 | 6 | 2 | 25 | 16 | +9   | 24  |
|                                               | 3. | Atlético Choloma       | 14 | 6 | 4 | 2 | 22 | 18 | +4   | 24  |
|                                               | 4. | Parrillas One          | 14 | 5 | 5 | 4 | 20 | 16 | +4   | 20  |
|                                               | 5. | Lone F.C.              | 14 | 5 | 5 | 4 | 27 | 25 | +2   | 20  |
|                                               | 6. | Atlético Santa Cruz    | 14 | 2 | 7 | 5 | 19 | 30 | -11  | 13  |
|                                               | 7. | Villanueva F.C.        | 14 | 2 | 6 | 6 | 13 | 22 | -9   | 12  |
|                                               | 8. | Brasilia F.C.          | 14 | 2 | 3 | 9 | 12 | 23 | -11  | 9   |
| Última actualización: 8 de noviembre de 2019. |    |                        |    |   |   |   |    |    |      |     |

|  | Clasificado a la fase final |
|  | Último Lugar                |

### Fase de clasificación
| Jornada 1          | Jornada 1 | Jornada 1              | Jornada 1              | Jornada 1    | Jornada 1 |
| Local              | Resultado | Visitante              | Estadio                | Fecha        | Hora      |
| ------------------ | --------- | ---------------------- | ---------------------- | ------------ | --------- |
| Santos F.C.        | 3 - 3     | Lone F.C.              | Roberto Martínez Ávila | 16 de agosto | 19:30     |
| Villanueva F.C.    | 2 - 0     | Brasilia               | José Adrián Cruz       | 17 de agosto | 16:30     |
| Atlético Choloma   | 2 - 2     | Atlético Independiente | Rubén Deras            | 17 de agosto | 18:30     |
| Parrillas One      | 2 - 0     | Atlético Santa Cruz    | Morazán                | 18 de agosto | 15:00     |
| Total de goles: 14 |           |                        |                        |              |           |

| Jornada 2              | Jornada 2 | Jornada 2       | Jornada 2              | Jornada 2    | Jornada 2 |
| Local                  | Resultado | Visitante       | Estadio                | Fecha        | Hora      |
| ---------------------- | --------- | --------------- | ---------------------- | ------------ | --------- |
| Atlético Santa Cruz    | 1 - 1     | Villanueva F.C. | Álex Pineda Chacón     | 24 de agosto | 16:00     |
| Atlético Choloma       | 3 - 1     | Lone F.C.       | Rubén Deras            | 24 de agosto | 18:30     |
| Atlético independiente | 2 - 2     | Santos F.C.     | Roberto Martínez Ávila | 24 de agosto | 19:30     |
| Brasilia               | 0 - 2     | Parrillas One   | Filiberto Fernández    | 25 de agosto | 15:00     |
| Total de goles: 12     |           |                 |                        |              |           |

| Jornada 3         | Jornada 3 | Jornada 3              | Jornada 3              | Jornada 3       | Jornada 3 |
| Local             | Resultado | Visitante              | Estadio                | Fecha           | Hora      |
| ----------------- | --------- | ---------------------- | ---------------------- | --------------- | --------- |
| Villanueva F.C.   | 1 - 1     | Parrillas One          | José Adrián Cruz       | 31 de agosto    | 16:30     |
| Santos F.C.       | 1 - 1     | Atlético Choloma       | Roberto Martínez Ávila | 31 de agosto    | 19:30     |
| Brasilia          | 0 - 0     | Atlético Santa Cruz    | Filiberto Fernández    | 1 de septiembre | 15:00     |
| Lone F.C.         | 3 - 2     | Atlético Independiente | Olímpico               | 1 de septiembre | 15:00     |
| Total de goles: 9 |           |                        |                        |                 |           |

| Jornada 4           | Jornada 4 | Jornada 4              | Jornada 4              | Jornada 4       | Jornada 4 |
| Local               | Resultado | Visitante              | Estadio                | Fecha           | Hora      |
| ------------------- | --------- | ---------------------- | ---------------------- | --------------- | --------- |
| Parrillas One       | 1 - 2     | Lone F.C.              | Morazán                | 4 de septiembre | 15:30     |
| Atlético Choloma    | 1 - 0     | Villanueva F.C.        | Rubén Deras            | 4 de septiembre | 18:30     |
| Atlético Santa Cruz | 2 - 0     | Atlético Independiente | Álex Pineda Chacón     | 4 de septiembre | 19:00     |
| Santos F.C.         | 2 - 1     | Brasilia               | Roberto Martínez Ávila | 4 de septiembre | 19:30     |
| Total de goles: 9   |           |                        |                        |                 |           |

| Jornada 5              | Jornada 5 | Jornada 5        | Jornada 5              | Jornada 5        | Jornada 5 |
| Local                  | Resultado | Visitante        | Estadio                | Fecha            | Hora      |
| ---------------------- | --------- | ---------------- | ---------------------- | ---------------- | --------- |
| Villanueva F.C.        | 1 - 1     | Lone F.C.        | José Adrián Cruz       | 7 de septiembre  | 16:00     |
| Atlético Santa Cruz    | 2 - 2     | Santos F.C.      | Álex Pineda Chacón     | 7 de septiembre  | 18:00     |
| Brasilia               | 0 - 2     | Atlético Choloma | Filiberto Fernández    | 8 de septiembre  | 15:00     |
| Atlético Independiente | 1 - 1     | Parrillas One    | Roberto Martínez Ávila | 25 de septiembre | 19:00     |
| Total de goles: 10     |           |                  |                        |                  |           |

| Jornada 6          | Jornada 6 | Jornada 6              | Jornada 6        | Jornada 6        | Jornada 6 |
| Local              | Resultado | Visitante              | Estadio          | Fecha            | Hora      |
| ------------------ | --------- | ---------------------- | ---------------- | ---------------- | --------- |
| Atlético Choloma   | 2 - 2     | Atlético Santa Cruz    | Rubén Deras      | 13 de septiembre | 19:00     |
| Villanueva F.C.    | 2 - 1     | Atlético Independiente | José Adrián Cruz | 14 de septiembre | 16:30     |
| Lone F.C.          | 2 - 1     | Brasilia               | Olímpico         | 15 de septiembre | 15:00     |
| Parrillas One      | 1 - 1     | Santos F.C.            | Olímpico         | 16 de septiembre | 15:00     |
| Total de goles: 12 |           |                        |                  |                  |           |

| Jornada 7              | Jornada 7 | Jornada 7        | Jornada 7              | Jornada 7        | Jornada 7 |
| Local                  | Resultado | Visitante        | Estadio                | Fecha            | Hora      |
| ---------------------- | --------- | ---------------- | ---------------------- | ---------------- | --------- |
| Atlético Independiente | 3 - 3     | Brasilia         | Roberto Martínez Ávila | 20 de septiembre | 19:30     |
| Parrillas One          | 2 - 3     | Atlético Choloma | La Pradera             | 21 de septiembre | 17:00     |
| Atlético Santa Cruz    | 3 - 2     | Lone F.C.        | Álex Pineda Chacón     | 21 de septiembre | 19:00     |
| Santos F.C.            | 1 - 0     | Villanueva F.C.  | Roberto Martínez Ávila | 21 de septiembre | 19:30     |
| Total de goles: 17     |           |                  |                        |                  |           |

| Jornada 8              | Jornada 8 | Jornada 8        | Jornada 8              | Jornada 8        | Jornada 8 |
| Local                  | Resultado | Visitante        | Estadio                | Fecha            | Hora      |
| ---------------------- | --------- | ---------------- | ---------------------- | ---------------- | --------- |
| Atlético Santa Cruz    | 2 - 5     | Parrillas One    | Álex Pineda Chacón     | 28 de septiembre | 19:00     |
| Atlético Independiente | 4 - 1     | Atlético Choloma | Roberto Martínez Ávila | 28 de septiembre | 19:30     |
| Lone F.C.              | 1 - 1     | Santos F.C.      | Yankel Rosenthal       | 29 de septiembre | 15:00     |
| Brasilia               | 2 - 1     | Villanueva F.C.  | Filiberto Fernández    | 29 de septiembre | 15:00     |
| Total de goles: 17     |           |                  |                        |                  |           |

| Jornada 9           | Jornada 9 | Jornada 9              | Jornada 9              | Jornada 9    | Jornada 9 |
| Local               | Resultado | Visitante              | Estadio                | Fecha        | Hora      |
| ------------------- | --------- | ---------------------- | ---------------------- | ------------ | --------- |
| Villanueva F.C.     | 1 - 1     | Atlético Santa Cruz    | José Adrián Cruz       | 4 de octubre | 16:00     |
| Santos F.C.         | 2 - 4     | Atlético Independiente | Roberto Martínez Ávila | 4 de octubre | 19:30     |
| Parrillas One       | 3 - 2     | Brasilia               | Morazán                | 5 de octubre | 18:30     |
| Lone F.C.           | 3 - 1     | Atlético Choloma       | Yankel Rosenthal       | 6 de octubre | 15:00     |
| Total de goles: 177 |           |                        |                        |              |           |

| Jornada 10             | Jornada 10 | Jornada 10      | Jornada 10             | Jornada 10    | Jornada 10 |
| Local                  | Resultado  | Visitante       | Estadio                | Fecha         | Hora       |
| ---------------------- | ---------- | --------------- | ---------------------- | ------------- | ---------- |
| Parrillas One          | 1 - 0      | Villanueva F.C. | Morazán                | 11 de octubre | 19:00      |
| Atlético Choloma       | 1 - 0      | Santos F.C.     | Rubén Deras            | 11 de octubre | 19:00      |
| Atlético Santa Cruz    | 0 -0       | Brasilia        | Alex Pineda Chacón     | 12 de octubre | 19:00      |
| Atlético Independiente | 2 - 1      | Lone F.C.       | Roberto Martínez Ávila | 30 de octubre | 19:30      |
| Total de goles: 5      |            |                 |                        |               |            |

| Jornada 11             | Jornada 11 | Jornada 11          | Jornada 11             | Jornada 11    | Jornada 11 |
| Local                  | Resultado  | Visitante           | Estadio                | Fecha         | Hora       |
| ---------------------- | ---------- | ------------------- | ---------------------- | ------------- | ---------- |
| Lone F.C:              | 1 - 1      | Parrillas One       | Yankel Rosenthal       | 16 de octubre | 15:00      |
| Brasilia               | 0 - 1      | Santos F.C.         | Filiberto Fernández    | 16 de octubre | 15:00      |
| Atlético Independiente | 6 - 2      | Atlético Santa Cruz | Roberto Martínez Ávila | 16 de octubre | 18:30      |
| Villanueva F.C.        | 0 - 0      | Atlético Choloma    | José Adrián Cruz       | 17 de octubre | 18:00      |
| Total de goles: 11     |            |                     |                        |               |            |

| Jornada 12         | Jornada 12 | Jornada 12             | Jornada 12             | Jornada 12    | Jornada 12 |
| Local              | Resultado  | Visitante              | Estadio                | Fecha         | Hora       |
| ------------------ | ---------- | ---------------------- | ---------------------- | ------------- | ---------- |
| Santos F.C.        | 3 - 0      | Atlético Santa Cruz    | Roberto Martínez Ávila | 19 de octubre | 19:30      |
| Lone F.C.          | 3 - 3      | Villanueva F.C.        | Yankel Rosenthal       | 21 de octubre | 15:30      |
| Parrillas One      | 0 - 2      | Atlético Independiente | Morazán                | 21 de octubre | 19:00      |
| Atlético Choloma   | 2 - 0      | Brasilia               | Rubén Deras            | 23 de octubre | 19_00      |
| Total de goles: 13 |            |                        |                        |               |            |

| Jornada 13             | Jornada 13 | Jornada 13       | Jornada 13             | Jornada 13    | Jornada 13 |
| Local                  | Resultado  | Visitante        | Estadio                | Fecha         | Hora       |
| ---------------------- | ---------- | ---------------- | ---------------------- | ------------- | ---------- |
| Atlético Independiente | 4 - 1      | Villanueva F.C.  | Roberto Martínez Ávila | 25 de octubre | 19:30      |
| Santos F.C.            | 1 - 0      | Parrillas One    | Roberto Martínez Ávila | 26 de octubre | 19:30      |
| Atlético Santa Cruz    | 3 - 3      | Atlético Choloma | Alex Pineda Chacón     | 26 de octubre | 19:30      |
| Brasilia               | 2 - 1      | Lone F.C.        | Filiberto Fernández    | 27 de octubre | 15:00      |
| Total de goles: 15     |            |                  |                        |               |            |

| Jornada 14         | Jornada 14 | Jornada 14             | Jornada 14          | Jornada 14     | Jornada 14 |
| Local              | Resultado  | Visitante              | Estadio             | Fecha          | Hora       |
| ------------------ | ---------- | ---------------------- | ------------------- | -------------- | ---------- |
| Brasilia           | 1 - 2      | Atlético Independiente | Filiberto Fernández | 2 de noviembre | 15:00      |
| Atlético Choloma   | 0 - 0      | Parrillas One          | Rubén Deras         | 2 de noviembre | 15:00      |
| Lone F.C.          | 3 - 1      | Atlético Santa Cruz    | Humberto Micheletti | 2 de noviembre | 15:00      |
| Villanueva F.C:    | 0 - 5      | Santos F.C.            | José Adrián Cruz    | 2 de noviembre | 15:00      |
| Total de goles: 12 |            |                        |                     |                |            |

## Grupo D

### Fase regular
Simbología:

Pts: puntos acumulados.

PJ: partidos jugados.

PG: partidos ganados.

PE: partidos empatados.

PP: partidos perdidos.

GF: goles a favor.

GC: goles en contra.

|                                               |    | Equipo          | PJ | G | E | P  | GF | GC | Dif. | Pts |
| --------------------------------------------- | -- | --------------- | -- | - | - | -- | -- | -- | ---- | --- |
|                                               | 1. | Génesis Huracán | 14 | 8 | 4 | 2  | 31 | 12 | +19  | 28  |
|                                               | 2. | Juticalpa F.C.  | 14 | 8 | 4 | 2  | 24 | 12 | +12  | 28  |
|                                               | 3. | Olancho F.C.    | 14 | 7 | 2 | 5  | 26 | 12 | +14  | 23  |
|                                               | 4. | Broncos         | 14 | 7 | 2 | 5  | 23 | 13 | +10  | 23  |
|                                               | 6. | Estrella Roja   | 14 | 6 | 4 | 4  | 25 | 18 | +7   | 22  |
|                                               | 5. | Inter           | 14 | 6 | 1 | 7  | 22 | 34 | -12  | 19  |
|                                               | 4. | Gimnástico      | 14 | 3 | 3 | 8  | 12 | 21 | -9   | 12  |
|                                               | 8. | Delicias F.C.   | 14 | 0 | 2 | 12 | 1  | 42 | -41  | 2   |
| Última actualización: 8 de noviembre de 2019. |    |                 |    |   |   |    |    |    |      |     |

|  | Clasificado a la fase final |
|  | Último Lugar                |

### Fase de clasificación
| Jornada 1          | Jornada 1 | Jornada 1       | Jornada 1               | Jornada 1    | Jornada 1 |
| Local              | Resultado | Visitante       | Estadio                 | Fecha        | Hora      |
| ------------------ | --------- | --------------- | ----------------------- | ------------ | --------- |
| Gimnástico         | 2 - 0     | Olancho F.C.    | Emilio Larach           | 17 de agosto | 16:00     |
| Inter              | 0 - 4     | Genesis Huracan | Emilio Williams         | 18 de agosto | 14:00     |
| Juticalpa F.C.     | 3 - 0     | Delicias F.C.   | Juan Ramón Breve Vargas | 18 de agosto | 15:00     |
| Estrella Roja      | 2 - 2     | Broncos         | Marcelo Tinoco          | 18 de agosto | 15:00     |
| Total de goles: 13 |           |                 |                         |              |           |

| Jornada 2          | Jornada 2 | Jornada 2       | Jornada 2       | Jornada 2    | Jornada 2 |
| Local              | Resultado | Visitante       | Estadio         | Fecha        | Hora      |
| ------------------ | --------- | --------------- | --------------- | ------------ | --------- |
| Broncos            | 4 - 1     | Juticalpa F.C.  | Emilio Williams | 23 de agosto | 19:00     |
| Olancho F.C.       | 2 - 3     | Inter           | Birichiche      | 24 de agosto | 19:00     |
| Gimnástico         | 1 - 1     | Génesis Huracán | Emilio Larach   | 24 de agosto | 16:00     |
| Delicias F.C.      | 0 - 2     | Estrella Roja   | Oscar Peralta   | 25 de agosto | 15:00     |
| Total de goles: 14 |           |                 |                 |              |           |

| Jornada 3         | Jornada 3 | Jornada 3      | Jornada 3       | Jornada 3       | Jornada 3 |
| Local             | Resultado | Visitante      | Estadio         | Fecha           | Hora      |
| ----------------- | --------- | -------------- | --------------- | --------------- | --------- |
| Génesis Huracán   | 2 - 0     | Olancho F.C.   | Birichiche      | 30 de agosto    | 19:00     |
| Broncos           | 0 - 0     | Delicias F.C.  | Emilio Williams | 31 de agosto    | 19:00     |
| Estrella Roja     | 0 - 1     | Juticalpa F.C. | Marcelo Tinoco  | 1 de septiembre | 12:00     |
| Inter             | 4 - 2     | Gimnástico     | Emilio Williams | 1 de septiembre | 15:00     |
| Total de goles: 9 |           |                |                 |                 |           |

| Jornada 4         | Jornada 4 | Jornada 4       | Jornada 4               | Jornada 4       | Jornada 4 |
| Local             | Resultado | Visitante       | Estadio                 | Fecha           | Hora      |
| ----------------- | --------- | --------------- | ----------------------- | --------------- | --------- |
| Delicias F.C.     | 0 - 1     | Olancho F.C.    | Oscar Peralta           | 4 de septiembre | 14:30     |
| Gimnástico        | 1 - 0     | Estrella Roja   | Emilio Larach           | 4 de septiembre | 16:00     |
| Juticalpa F.C     | 1 - 1     | Génesis Huracán | Juan Ramón Brevé Vargas | 4 de septiembre | 18:30     |
| Inter             | 0 - 3     | Broncos         | Emilio Williams         | 4 de septiembre | 19:00     |
| Total de goles: 7 |           |                 |                         |                 |           |

| Jornada 5          | Jornada 5 | Jornada 5       | Jornada 5               | Jornada 5       | Jornada 5 |
| Local              | Resultado | Visitante       | Estadio                 | Fecha           | Hora      |
| ------------------ | --------- | --------------- | ----------------------- | --------------- | --------- |
| Broncos            | 2 - 0     | Gimnástico      | Emilio Williams         | 7 de septiembre | 19:00     |
| Olancho F.C.       | 1 - 0     | Juticalpa F.C.  | Juan Ramón Brevé Vargas | 8 de septiembre | 15:00     |
| Estrella Roja      | 3 - 3     | Génesis Huracán | Marcelo Tinoco          | 8 de septiembre | 15:00     |
| Delicias F.C.      | 0 - 2     | Inter           | Oscar Peralta           | 8 de septiembre | 15:00     |
| Total de goles: 11 |           |                 |                         |                 |           |

| Jornada 6          | Jornada 6 | Jornada 6     | Jornada 6               | Jornada 6        | Jornada 6 |
| Local              | Resultado | Visitante     | Estadio                 | Fecha            | Hora      |
| ------------------ | --------- | ------------- | ----------------------- | ---------------- | --------- |
| Génesis Huracán    | 2 - 0     | Broncos       | Birichiche              | 13 de septiembre | 19:00     |
| Gimnástico         | 4 - 0     | Delicias F.C. | Emilio Larach           | 14 de septiembre | 16:00     |
| Juticalpa F.C.     | 5 - 0     | Inter         | Juan Ramón Brevé Vargas | 14 de septiembre | 19:00     |
| Estrella Roja      | 2 - 1     | Olancho F.C.  | Marcelo Tinoco          | 15 de septiembre | 15:30     |
| Total de goles: 14 |           |               |                         |                  |           |

| Jornada 7         | Jornada 7 | Jornada 7       | Jornada 7               | Jornada 7        | Jornada 7 |
| Local             | Resultado | Visitante       | Estadio                 | Fecha            | Hora      |
| ----------------- | --------- | --------------- | ----------------------- | ---------------- | --------- |
| Olancho F.C.      | 0 - 1     | Broncos         | Birichiche              | 20 de septiembre | 18:00     |
| Inter             | 2 - 2     | Estrella Roja   | Emilio Williams         | 21 de septiembre | 15:00     |
| Juticalpa F.C.    | 0 - 0     | Gimnástico      | Juan Ramón Brevé Vargas | 21 de septiembre | 19:00     |
| Delicias F.C.     | 1 - 2     | Genesis Huracán | Oscar Peralta           | 22 de septiembre | 15:00     |
| Total de goles: 8 |           |                 |                         |                  |           |

| Jornada 8         | Jornada 8 | Jornada 8      | Jornada 8       | Jornada 8        | Jornada 8 |
| Local             | Resultado | Visitante      | Estadio         | Fecha            | Hora      |
| ----------------- | --------- | -------------- | --------------- | ---------------- | --------- |
| Olancho F.C.      | 2 - 0     | Gimnástico     | La Pradera      | 27 de septiembre | 16:00     |
| Genesis Huracán   | 2 - 1     | Inter          | Birichiche      | 27 de septiembre | 19:00     |
| Delicias F.C.     | 0 - 1     | Juticalpa F.C. | Oscar Peralta   | 29 de septiembre | 15:00     |
| Broncos           | 0 - 1     | Estrella Roja  | Emilio Williams | 29 de septiembre | 17:00     |
| Total de goles: 7 |           |                |                 |                  |           |

| Jornada 9          | Jornada 9 | Jornada 9     | Jornada 9               | Jornada 9    | Jornada 9 |
| Local              | Resultado | Visitante     | Estadio                 | Fecha        | Hora      |
| ------------------ | --------- | ------------- | ----------------------- | ------------ | --------- |
| Inter              | 0 - 4     | Olancho F.C.  | Emilio Williams         | 4 de octubre | 18:00     |
| Génesis Huracán    | 2 - 0     | Gimnástico    | Birichiche              | 4 de octubre | 19:00     |
| Juticalpa F.C.     | 3 - 2     | Broncos       | Juan Ramón Brevé Vargas | 6 de octubre | 10:00     |
| Estrella Roja      | 3 - 0     | Delicias F.C. | Marcelo Tinoco          | 6 de octubre | 14:00     |
| Total de goles: 14 |           |               |                         |              |           |

| Jornada 10        | Jornada 10 | Jornada 10      | Jornada 10              | Jornada 10    | Jornada 10 |
| Local             | Resultado  | Visitante       | Estadio                 | Fecha         | Hora       |
| ----------------- | ---------- | --------------- | ----------------------- | ------------- | ---------- |
| Olancho F.C.      | 0 - 0      | Genesis Huracán | Ramón Sarmiento         | 11 de octubre | 15:00      |
| Gimnástico        | 1 - 2      | Inter           | Emilio Larach           | 12 de octubre | 16:00      |
| Delicias F.C.     | 0 - 2      | Broncos         | Oscar Peralta           | 13 de octubre | 15:00      |
| Juticalpa F.C.    | 1 - 1      | Estrella Roja   | Juan Ramón Brevé Vargas | 13 de octubre | 15:30      |
| Total de goles: 7 |            |                 |                         |               |            |

| Jornada 11         | Jornada 11 | Jornada 11     | Jornada 11      | Jornada 11    | Jornada 11 |
| Local              | Resultado  | Visitante      | Estadio         | Fecha         | Hora       |
| ------------------ | ---------- | -------------- | --------------- | ------------- | ---------- |
| Olancho F.C.       | 11 - 0     | Delicias F.C.  | Flor del Campo  | 16 de octubre | 15:00      |
| Génesis Huracán    | 0 - 1      | Juticalpa F.C. | El Birichiche   | 16 de octubre | 19:00      |
| Broncos            | 0 - 0      | Inter          | Emilio Williams | 17 de octubre | 20:00      |
| Estrella Roja      | 3 - 1      | Gimnástico     | Marcelo Tinoco  | 23 de octubre | 15:30      |
| Total de goles: 19 |            |                |                 |               |            |

| Jornada 12         | Jornada 12 | Jornada 12    | Jornada 12              | Jornada 12    | Jornada 12 |
| Local              | Resultado  | Visitante     | Estadio                 | Fecha         | Hora       |
| ------------------ | ---------- | ------------- | ----------------------- | ------------- | ---------- |
| Gimnástico         | 0 - 3      | Broncos       | Emilio Larach           | 19 de octubre | 16:00      |
| Génesis Huracán    | 4 - 2      | Estrella Roja | El Birichiche           | 19 de octubre | 19:00      |
| Juticalpa F.C.     | 1 - 1      | Olancho F.C.  | Juan Ramón Brevé Vargas | 20 de octubre | 15:00      |
| Inter              | 3 - 0      | Delicias F.C. | Emilio Williams         | 20 de octubre | 15:00      |
| Total de goles: 14 |            |               |                         |               |            |

| Jornada 13        | Jornada 13 | Jornada 13      | Jornada 13      | Jornada 13    | Jornada 13 |
| Local             | Resultado  | Visitante       | Estadio         | Fecha         | Hora       |
| ----------------- | ---------- | --------------- | --------------- | ------------- | ---------- |
| Broncos           | 2 - 0      | Génesis Huracán | Emilio Williams | 24 de octubre | 19:00      |
| Olancho F.C.      | 1 - 0      | Estrella Roja   | Flor del Campo  | 25 de octubre | 18:30      |
| Delicias F.C.     | 0 - 0      | Gimnástico      | Oscar Peralta   | 27 de octubre | 15:00      |
| Inter             | 2 - 4      | Juticalpa F.C.  | Emilio Williams | 27 de octubre | 15:00      |
| Total de goles: 9 |            |                 |                 |               |            |

| Jornada 14         | Jornada 14 | Jornada 14     | Jornada 14      | Jornada 14     | Jornada 14 |
| Local              | Resultado  | Visitante      | Estadio         | Fecha          | Hora       |
| ------------------ | ---------- | -------------- | --------------- | -------------- | ---------- |
| Broncos            | 1 - 2      | Olancho F.C.   | Emilio Williams | 1 de noviembre | 14:00      |
| Estrella Roja      | 4 - 1      | Inter          | Marcelo Tinoco  | 1 de noviembre | 14:00      |
| Gimnástico         | 0 - 2      | Juticalpa F.C. | Emilio Larach   | 1 de noviembre | 14:00      |
| Genesis Huracán    | 8 - 0      | Delicias F.C.  | El Birichiche   | 1 de noviembre | 14:00      |
| Total de goles: 18 |            |                |                 |                |            |

## Fase final
|  | Octavos de final                                    | Octavos de final                                    | Octavos de final                                    | Octavos de final                                    | Octavos de final                                    |   |                        | Cuartos de final                                  | Cuartos de final                                  | Cuartos de final                                  | Cuartos de final                                  | Cuartos de final                                  |  |                        | Semifinales                                      | Semifinales                                      | Semifinales                                      | Semifinales                                      | Semifinales                                      |  |                  | Final                                       | Final                                       | Final                                       | Final                                       | Final                                       |  |
|  | Ida: 6 y 7 de noviembre Vuelta: 9 y 10 de noviembre | Ida: 6 y 7 de noviembre Vuelta: 9 y 10 de noviembre | Ida: 6 y 7 de noviembre Vuelta: 9 y 10 de noviembre | Ida: 6 y 7 de noviembre Vuelta: 9 y 10 de noviembre | Ida: 6 y 7 de noviembre Vuelta: 9 y 10 de noviembre |   |                        | Ida: 14 de noviembre Vuelta: 16 y 17 de noviembre | Ida: 14 de noviembre Vuelta: 16 y 17 de noviembre | Ida: 14 de noviembre Vuelta: 16 y 17 de noviembre | Ida: 14 de noviembre Vuelta: 16 y 17 de noviembre | Ida: 14 de noviembre Vuelta: 16 y 17 de noviembre |  |                        | Ida: 23 y 24 de noviembre Vuelta: 1 de diciembre | Ida: 23 y 24 de noviembre Vuelta: 1 de diciembre | Ida: 23 y 24 de noviembre Vuelta: 1 de diciembre | Ida: 23 y 24 de noviembre Vuelta: 1 de diciembre | Ida: 23 y 24 de noviembre Vuelta: 1 de diciembre |  |                  | Ida: 7 de diciembre Vuelta: 15 de diciembre | Ida: 7 de diciembre Vuelta: 15 de diciembre | Ida: 7 de diciembre Vuelta: 15 de diciembre | Ida: 7 de diciembre Vuelta: 15 de diciembre | Ida: 7 de diciembre Vuelta: 15 de diciembre |  |
|  |                                                     |                                                     |                                                     |                                                     |                                                     |   |                        |                                                   |                                                   |                                                   |                                                   |                                                   |  |                        |                                                  |                                                  |                                                  |                                                  |                                                  |  |                  |                                             |                                             |                                             |                                             |                                             |  |
|  |                                                     |                                                     |                                                     |                                                     |                                                     |   |                        |                                                   |                                                   |                                                   |                                                   |                                                   |  |                        |                                                  |                                                  |                                                  |                                                  |                                                  |  |                  |                                             |                                             |                                             |                                             |                                             |  |
|  | Lepaera F.C.                                        | Lepaera F.C.                                        | 1                                                   | 2                                                   | 3                                                   |   |                        |                                                   |                                                   |                                                   |                                                   |                                                   |  |                        |                                                  |                                                  |                                                  |                                                  |                                                  |  |                  |                                             |                                             |                                             |                                             |                                             |  |
|  | Lepaera F.C.                                        | Lepaera F.C.                                        | 1                                                   | 2                                                   | 3                                                   |   |                        |                                                   |                                                   |                                                   |                                                   |                                                   |  |                        |                                                  |                                                  |                                                  |                                                  |                                                  |  |                  |                                             |                                             |                                             |                                             |                                             |  |
|  | Victoria                                            | Victoria                                            | 5                                                   | 2                                                   | 7                                                   |   |                        |                                                   |                                                   |                                                   |                                                   |                                                   |  |                        |                                                  |                                                  |                                                  |                                                  |                                                  |  |                  |                                             |                                             |                                             |                                             |                                             |  |
|  | Victoria                                            | Victoria                                            | 5                                                   | 2                                                   | 7                                                   |   | Victoria               | Victoria                                          | 0                                                 | 2                                                 | 2                                                 |                                                   |  |                        |                                                  |                                                  |                                                  |                                                  |                                                  |  |                  |                                             |                                             |                                             |                                             |                                             |  |
|  |                                                     |                                                     |                                                     |                                                     |                                                     |   | Victoria               | Victoria                                          | 0                                                 | 2                                                 | 2                                                 |                                                   |  |                        |                                                  |                                                  |                                                  |                                                  |                                                  |  |                  |                                             |                                             |                                             |                                             |                                             |  |
|  |                                                     |                                                     | San Juan                                            | San Juan                                            | 2                                                   | 2 | 4                      |                                                   |                                                   |                                                   |                                                   |                                                   |  |                        |                                                  |                                                  |                                                  |                                                  |                                                  |  |                  |                                             |                                             |                                             |                                             |                                             |  |
|  | Santa Rosa F.C.                                     | Santa Rosa F.C.                                     | San Juan                                            | San Juan                                            | 2                                                   | 2 | 4                      | 3                                                 | 0                                                 | 3                                                 |                                                   |                                                   |  |                        |                                                  |                                                  |                                                  |                                                  |                                                  |  |                  |                                             |                                             |                                             |                                             |                                             |  |
|  | Santa Rosa F.C.                                     | Santa Rosa F.C.                                     |                                                     |                                                     |                                                     |   |                        |                                                   |                                                   | 3                                                 |                                                   |                                                   |  |                        |                                                  |                                                  |                                                  |                                                  |                                                  |  |                  |                                             |                                             |                                             |                                             |                                             |  |
|  | San Juan                                            | San Juan                                            | 3                                                   | 3                                                   | 6                                                   |   |                        |                                                   |                                                   |                                                   |                                                   |                                                   |  |                        |                                                  |                                                  |                                                  |                                                  |                                                  |  |                  |                                             |                                             |                                             |                                             |                                             |  |
|  | San Juan                                            | San Juan                                            | 3                                                   | 3                                                   | 6                                                   |   |                        |                                                   |                                                   |                                                   |                                                   |                                                   |  | San Juan               | San Juan                                         | 2                                                | 2                                                | 4                                                |                                                  |  |                  |                                             |                                             |                                             |                                             |                                             |  |
|  |                                                     |                                                     |                                                     |                                                     |                                                     |   |                        |                                                   |                                                   |                                                   |                                                   |                                                   |  | San Juan               | San Juan                                         | 2                                                | 2                                                | 4                                                |                                                  |  |                  |                                             |                                             |                                             |                                             |                                             |  |
|  |                                                     |                                                     | Atlético Pinares                                    | Atlético Pinares                                    | 2                                                   | 2 | 4                      |                                                   |                                                   |                                                   |                                                   |                                                   |  |                        |                                                  |                                                  |                                                  |                                                  |                                                  |  |                  |                                             |                                             |                                             |                                             |                                             |  |
|  | Real Juventud                                       | Real Juventud                                       | Atlético Pinares                                    | Atlético Pinares                                    | 2                                                   | 2 | 4                      | 2                                                 | 2                                                 | 4                                                 |                                                   |                                                   |  |                        |                                                  |                                                  |                                                  |                                                  |                                                  |  |                  |                                             |                                             |                                             |                                             |                                             |  |
|  | Real Juventud                                       | Real Juventud                                       |                                                     |                                                     |                                                     |   |                        |                                                   |                                                   | 4                                                 |                                                   |                                                   |  |                        |                                                  |                                                  |                                                  |                                                  |                                                  |  |                  |                                             |                                             |                                             |                                             |                                             |  |
|  | Boca Juniors                                        | Boca Juniors                                        | 1                                                   | 1                                                   | 2                                                   |   |                        |                                                   |                                                   |                                                   |                                                   |                                                   |  |                        |                                                  |                                                  |                                                  |                                                  |                                                  |  |                  |                                             |                                             |                                             |                                             |                                             |  |
|  | Boca Juniors                                        | Boca Juniors                                        | 1                                                   | 1                                                   | 2                                                   |   | Real Juventud          | Real Juventud                                     | 3                                                 | 0                                                 | 3                                                 |                                                   |  |                        |                                                  |                                                  |                                                  |                                                  |                                                  |  |                  |                                             |                                             |                                             |                                             |                                             |  |
|  |                                                     |                                                     |                                                     |                                                     |                                                     |   | Real Juventud          | Real Juventud                                     | 3                                                 | 0                                                 | 3                                                 |                                                   |  |                        |                                                  |                                                  |                                                  |                                                  |                                                  |  |                  |                                             |                                             |                                             |                                             |                                             |  |
|  |                                                     |                                                     | Atlético Pinares                                    | Atlético Pinares                                    | 2                                                   | 1 | 3                      |                                                   |                                                   |                                                   |                                                   |                                                   |  |                        |                                                  |                                                  |                                                  |                                                  |                                                  |  |                  |                                             |                                             |                                             |                                             |                                             |  |
|  | Tela F.C.                                           | Tela F.C.                                           | Atlético Pinares                                    | Atlético Pinares                                    | 2                                                   | 1 | 3                      | 1                                                 | 0                                                 | 1                                                 |                                                   |                                                   |  |                        |                                                  |                                                  |                                                  |                                                  |                                                  |  |                  |                                             |                                             |                                             |                                             |                                             |  |
|  | Tela F.C.                                           | Tela F.C.                                           |                                                     |                                                     |                                                     |   |                        |                                                   |                                                   | 1                                                 |                                                   |                                                   |  |                        |                                                  |                                                  |                                                  |                                                  |                                                  |  |                  |                                             |                                             |                                             |                                             |                                             |  |
|  | Atlético Pinares                                    | Atlético Pinares                                    | 1                                                   | 0                                                   | 1                                                   |   |                        |                                                   |                                                   |                                                   |                                                   |                                                   |  |                        |                                                  |                                                  |                                                  |                                                  |                                                  |  |                  |                                             |                                             |                                             |                                             |                                             |  |
|  | Atlético Pinares                                    | Atlético Pinares                                    | 1                                                   | 0                                                   | 1                                                   |   |                        |                                                   |                                                   |                                                   |                                                   |                                                   |  |                        |                                                  |                                                  |                                                  |                                                  |                                                  |  | Atlético Pinares | Atlético Pinares                            | 2                                           | 3                                           | 5                                           |                                             |  |
|  |                                                     |                                                     |                                                     |                                                     |                                                     |   |                        |                                                   |                                                   |                                                   |                                                   |                                                   |  |                        |                                                  |                                                  |                                                  |                                                  |                                                  |  | Atlético Pinares | Atlético Pinares                            | 2                                           | 3                                           | 5                                           |                                             |  |
|  |                                                     |                                                     | Santos F.C.                                         | Santos F.C.                                         | 1                                                   | 1 | 2                      |                                                   |                                                   |                                                   |                                                   |                                                   |  |                        |                                                  |                                                  |                                                  |                                                  |                                                  |  |                  |                                             |                                             |                                             |                                             |                                             |  |
|  | Broncos                                             | Broncos                                             | Santos F.C.                                         | Santos F.C.                                         | 1                                                   | 1 | 2                      | 2                                                 | 1                                                 | 3                                                 |                                                   |                                                   |  |                        |                                                  |                                                  |                                                  |                                                  |                                                  |  |                  |                                             |                                             |                                             |                                             |                                             |  |
|  | Broncos                                             | Broncos                                             |                                                     |                                                     |                                                     |   |                        |                                                   |                                                   | 3                                                 |                                                   |                                                   |  |                        |                                                  |                                                  |                                                  |                                                  |                                                  |  |                  |                                             |                                             |                                             |                                             |                                             |  |
|  | Atlético Independiente                              | Atlético Independiente                              | 2                                                   | 2                                                   | 4                                                   |   |                        |                                                   |                                                   |                                                   |                                                   |                                                   |  |                        |                                                  |                                                  |                                                  |                                                  |                                                  |  |                  |                                             |                                             |                                             |                                             |                                             |  |
|  | Atlético Independiente                              | Atlético Independiente                              | 2                                                   | 2                                                   | 4                                                   |   | Atlético Independiente | Atlético Independiente                            | 1                                                 | 2                                                 | 3                                                 |                                                   |  |                        |                                                  |                                                  |                                                  |                                                  |                                                  |  |                  |                                             |                                             |                                             |                                             |                                             |  |
|  |                                                     |                                                     |                                                     |                                                     |                                                     |   | Atlético Independiente | Atlético Independiente                            | 1                                                 | 2                                                 | 3                                                 |                                                   |  |                        |                                                  |                                                  |                                                  |                                                  |                                                  |  |                  |                                             |                                             |                                             |                                             |                                             |  |
|  |                                                     |                                                     | Atlético Choloma                                    | Atlético Choloma                                    | 2                                                   | 0 | 2                      |                                                   |                                                   |                                                   |                                                   |                                                   |  |                        |                                                  |                                                  |                                                  |                                                  |                                                  |  |                  |                                             |                                             |                                             |                                             |                                             |  |
|  | Atlético Choloma                                    | Atlético Choloma                                    | Atlético Choloma                                    | Atlético Choloma                                    | 2                                                   | 0 | 2                      | 3                                                 | 1                                                 | 4                                                 |                                                   |                                                   |  |                        |                                                  |                                                  |                                                  |                                                  |                                                  |  |                  |                                             |                                             |                                             |                                             |                                             |  |
|  | Atlético Choloma                                    | Atlético Choloma                                    |                                                     |                                                     |                                                     |   |                        |                                                   |                                                   | 4                                                 |                                                   |                                                   |  |                        |                                                  |                                                  |                                                  |                                                  |                                                  |  |                  |                                             |                                             |                                             |                                             |                                             |  |
|  | Juticalpa F.C.                                      | Juticalpa F.C.                                      | 1                                                   | 2                                                   | 3                                                   |   |                        |                                                   |                                                   |                                                   |                                                   |                                                   |  |                        |                                                  |                                                  |                                                  |                                                  |                                                  |  |                  |                                             |                                             |                                             |                                             |                                             |  |
|  | Juticalpa F.C.                                      | Juticalpa F.C.                                      | 1                                                   | 2                                                   | 3                                                   |   |                        |                                                   |                                                   |                                                   |                                                   |                                                   |  | Atlético Independiente | Atlético Independiente                           | 1                                                | 3                                                | 4                                                |                                                  |  |                  |                                             |                                             |                                             |                                             |                                             |  |
|  |                                                     |                                                     |                                                     |                                                     |                                                     |   |                        |                                                   |                                                   |                                                   |                                                   |                                                   |  | Atlético Independiente | Atlético Independiente                           | 1                                                | 3                                                | 4                                                |                                                  |  |                  |                                             |                                             |                                             |                                             |                                             |  |
|  |                                                     |                                                     | Santos F.C.                                         | Santos F.C.                                         | 2                                                   | 5 | 7                      |                                                   |                                                   |                                                   |                                                   |                                                   |  |                        |                                                  |                                                  |                                                  |                                                  |                                                  |  |                  |                                             |                                             |                                             |                                             |                                             |  |
|  | Olancho F.C.                                        | Olancho F.C.                                        | Santos F.C.                                         | Santos F.C.                                         | 2                                                   | 5 | 7                      | 2                                                 | 0                                                 | 2                                                 |                                                   |                                                   |  |                        |                                                  |                                                  |                                                  |                                                  |                                                  |  |                  |                                             |                                             |                                             |                                             |                                             |  |
|  | Olancho F.C.                                        | Olancho F.C.                                        |                                                     |                                                     |                                                     |   |                        |                                                   |                                                   | 2                                                 |                                                   |                                                   |  |                        |                                                  |                                                  |                                                  |                                                  |                                                  |  |                  |                                             |                                             |                                             |                                             |                                             |  |
|  | Santos F.C.                                         | Santos F.C.                                         | 3                                                   | 0                                                   | 3                                                   |   |                        |                                                   |                                                   |                                                   |                                                   |                                                   |  |                        |                                                  |                                                  |                                                  |                                                  |                                                  |  |                  |                                             |                                             |                                             |                                             |                                             |  |
|  | Santos F.C.                                         | Santos F.C.                                         | 3                                                   | 0                                                   | 3                                                   |   | Santos F.C.            | Santos F.C.                                       | 0                                                 | 0                                                 | 0                                                 |                                                   |  |                        |                                                  |                                                  |                                                  |                                                  |                                                  |  |                  |                                             |                                             |                                             |                                             |                                             |  |
|  |                                                     |                                                     |                                                     |                                                     |                                                     |   | Santos F.C.            | Santos F.C.                                       | 0                                                 | 0                                                 | 0                                                 |                                                   |  |                        |                                                  |                                                  |                                                  |                                                  |                                                  |  |                  |                                             |                                             |                                             |                                             |                                             |  |
|  |                                                     |                                                     | Parrillas One                                       | Parrillas One                                       | 0                                                   | 0 | 0                      |                                                   |                                                   |                                                   |                                                   |                                                   |  |                        |                                                  |                                                  |                                                  |                                                  |                                                  |  |                  |                                             |                                             |                                             |                                             |                                             |  |
|  | Parrillas One                                       | Parrillas One                                       | Parrillas One                                       | Parrillas One                                       | 0                                                   | 0 | 0                      | 3                                                 | 0                                                 | 3                                                 |                                                   |                                                   |  |                        |                                                  |                                                  |                                                  |                                                  |                                                  |  |                  |                                             |                                             |                                             |                                             |                                             |  |
|  | Parrillas One                                       | Parrillas One                                       |                                                     |                                                     |                                                     |   |                        |                                                   |                                                   | 3                                                 |                                                   |                                                   |  |                        |                                                  |                                                  |                                                  |                                                  |                                                  |  |                  |                                             |                                             |                                             |                                             |                                             |  |
|  | Génesis Huracán                                     | Génesis Huracán                                     | 0                                                   | 1                                                   | 1                                                   |   |                        |                                                   |                                                   |                                                   |                                                   |                                                   |  |                        |                                                  |                                                  |                                                  |                                                  |                                                  |  |                  |                                             |                                             |                                             |                                             |                                             |  |
|  | Génesis Huracán                                     | Génesis Huracán                                     | 0                                                   | 1                                                   | 1                                                   |   |                        |                                                   |                                                   |                                                   |                                                   |                                                   |  |                        |                                                  |                                                  |                                                  |                                                  |                                                  |  |                  |                                             |                                             |                                             |                                             |                                             |  |
|  |                                                     |                                                     |                                                     |                                                     |                                                     |   |                        |                                                   |                                                   |                                                   |                                                   |                                                   |  |                        |                                                  |                                                  |                                                  |                                                  |                                                  |  |                  |                                             |                                             |                                             |                                             |                                             |  |

### Octavos de final
| 7 de noviembre de 2019, 19:00 | Lepaera F.C. | 1:5 (0:3) | Victoria                                               | Estadio Juan Orlando Hernández, Lepaera |                            |
|                               | Garza 62'    |           | Bernárdez 7' 91' · Sánchez 21' (pen.) 34' · Katime 76' | Árbitro(s): Armando Castro              | Árbitro(s): Armando Castro |

| 9 de noviembre de 2019, 19:30 | Victoria                | 2:2 (1:1) | Lepaera F.C.                 | Estadio Ceibeño, La Ceiba  |                            |
|                               | Sánchez 24' · Suazo 65' |           | Reyes 00:32' · Hernández 87' | Árbitro(s): Erick Carbajal | Árbitro(s): Erick Carbajal |

| 7 de noviembre de 2019, 15:00 | Santa Rosa F.C. | 3:3 (1:3) | San Juan | Estadio Masiqueño, La Masica |  |
|                               |                 |           |          | Árbitro(s):                  |  |

| 10 de noviembre de 2019, 15:30 | San Juan | 3:1 (2:0) | Santa Rosa F.C. | Estadio Domingo Ortega, Quimistán |  |
|                                |          |           |                 | Árbitro(s):                       |  |

| 6 de noviembre de 2019, 19:30 | Real Juventud    | 2:1 (1:0) | Boca Juniors | Estadio Argelio Sabillón, Santa Bárbara |                         |
|                               | Oscar Medina 44' |           |              | Árbitro(s): Raul Castro                 | Árbitro(s): Raul Castro |

| 9 de noviembre de 2019, 19:00 | Boca Juniors | 1:2 (1:1) | Real Juventud | Estadio San Jorge, Olanchito |  |
|                               |              |           |               | Árbitro(s):                  |  |

| 7 de noviembre de 2019, 15:30 | Tela F.C. | 1:1 (0:1) | Atlético Pinares | Estadio Carlos Calderón, San Juan Pueblo |  |
|                               |           |           |                  | Árbitro(s):                              |  |

| 10 de noviembre de 2019, 15:00 | Atlético Pinares | 0:0 | Tela F.C. | Estadio John F. Kennedy, Ocotepeque |  |
|                                |                  |     |           | Árbitro(s):                         |  |

| 7 de noviembre de 2019, 18:00 | Broncos | 2:2 (1:1) | Atlético Independiente | Estadio Emilio Williams Agasse, Choluteca |  |
|                               |         |           |                        | Árbitro(s):                               |  |

| 10 de noviembre de 2019, 18:30 | Atlético Independiente    | 2:1 (2:0) | Broncos      | Estadio Roberto Martínez Ávila, Siguatepeque |             |
|                                | Rosales 24' · Cabrera 28' |           | Mauricio 64' | Árbitro(s):                                  | Árbitro(s): |

| 6 de noviembre de 2019, 19:00 | Atlético Choloma            | 3:1 (1:1) | Juticalpa F.C. | Estadio Rubén Deras, Choloma |             |
|                               | Zavala 16' 56' · Santos 48' |           | Ocampo 11'     | Árbitro(s):                  | Árbitro(s): |

| 10 de noviembre de 2019, 15:00 | Juticalpa F.C. | 2:1 (1:0) | Atlético Choloma           | Estadio Juan Ramón Brevé, Juticalpa |                           |
|                                | Oseguera 19'   |           | Zavala 58' · Estupiñán 90' | Árbitro(s): Said Martínez           | Árbitro(s): Said Martínez |

| 6 de noviembre de 2019, 15:30 | Olancho F.C. | 2:3 (1:2) | Santos F.C. | Complejo Deportivo Flor del Campo, Tegucigalpa |  |
|                               |              |           |             | Árbitro(s):                                    |  |

| 9 de noviembre de 2019, 19:30 | Santos F.C. | 0:0 | Olancho F.C. | Estadio Roberto Martínez Ávila, Siguatepeque |  |
|                               |             |     |              | Árbitro(s):                                  |  |

| 6 de noviembre de 2019, 14:00 | Parrillas One | 3:0 (2:0) | Génesis Huracán | Estadio Morazán, San Pedro Sula |  |
|                               |               |           |                 | Árbitro(s):                     |  |

| 9 de noviembre de 2019, 19:00 | Génesis Huracán | 1:0 (1:0) | Parrillas One | Estadio El Birichiche, Tegucigalpa |  |
|                               |                 |           |               | Árbitro(s):                        |  |

### Cuartos de final
| 14 de noviembre de 2019, 15:30 | San Juan                | 2:0 (2:0) | Victoria | Estadio Domingo Ortega, Quimistán |             |
|                                | Sabillón 3' · Castro 5' |           |          | Árbitro(s):                       | Árbitro(s): |

| 17 de noviembre de 2019, 10:00 | Victoria               | 2:2 (1:0) | San Juan                   | Estadio Ceibeño, La Ceiba  |                            |
|                                | Sánchez 14' (pen.) 56' |           | Cartagena 60' · García 70' | Árbitro(s): Armando Castro | Árbitro(s): Armando Castro |

| 14 de noviembre de 2019, 19:30 | Real Juventud                    | 3:2 (2:2) | Atlético Pinares            | Estadio Argelio Sabillón, Santa Bárbara |                              |
|                                | Matute 10' 41' (pen.) 66' (pen.) |           | Solórzano 19' · Galindo 32' | Árbitro(s): Melvin Matamoros            | Árbitro(s): Melvin Matamoros |

| 17 de noviembre de 2019, 15:00 | Atlético Pinares | 1:0 (0:0) | Real Juventud | Estadio John F. Kennedy, Ocotepeque |             |
|                                | Varela 86'       |           |               | Árbitro(s):                         | Árbitro(s): |

| 14 de noviembre de 2019, 19:00 | Atlético Choloma          | 2:1 (1:1) | Atlético Independiente | Estadio Rubén Deras, Choloma |                         |
|                                | Santos 16' · Guerra 90+1' |           | Hernández 23' (a.g.)   | Árbitro(s): Raúl Castro      | Árbitro(s): Raúl Castro |

| 17 de noviembre de 2019, 17:00 | Atlético Independiente | 2:0 (0:0) | Atlético Choloma | Estadio Roberto Martínez Ávila, Siguatepeque |                            |
|                                | Torres 55' · Palma 65' |           |                  | Árbitro(s): David Carrasco                   | Árbitro(s): David Carrasco |

| 14 de noviembre de 2019, 20:00 | Parrillas One | 0:0 | Santos F.C. | Estadio Morazán, San Pedro Sula |  |
|                                |               |     |             | Árbitro(s):                     |  |

| 16 de noviembre de 2019, 20:00 | Santos F.C. | 0:0 | Parrillas One | Estadio Roberto Martínez Ávila, Siguatepeque |  |
|                                |             |     |               | Árbitro(s):                                  |  |

### Semifinales
| 24 de noviembre de 2019, 15:30 | San Juan                 | 2:2 (0:1) | Atlético Pinares         | Estadio Domingo Ortega, Quimistán |                         |
|                                | Arévalo 65' · García 90' |           | Flores 38' · Arizala 87' | Árbitro(s): Raúl Castro           | Árbitro(s): Raúl Castro |

| 1 de diciembre de 2019, 15:00 | Atlético Pinares            | 2:2 (1:1) | San Juan                | Estadio John F. Kennedy, Ocotepeque |                            |
|                               | Arizala 10' · Solórzano 49' |           | Arévalo 4' · Castro 61' | Árbitro(s): Armando Castro          | Árbitro(s): Armando Castro |

| 23 de noviembre de 2019, 19:30 | Santos F.C.                  | 2:1 (1:1) | Atlético Independiente | Estadio Roberto Martínez Ávila, Siguatepeque |                           |
|                                | Gonzales 45+1' · Riascos 45' |           | Vásquez 38'            | Árbitro(s): Oscar Moncada                    | Árbitro(s): Oscar Moncada |

| 1 de diciembre de 2019, | Atlético Independiente                       | 3:5 (0:3) | Santos F.C.                                                 | Estadio Roberto Martínez Ávila, Siguatepeque |                           |
|                         | Rodríguez 58' · Vásquez 73' · Calderón 90+1' |           | Cabrera 15' 29' · Riascos 17' · Mina 61' · Elvir 70' (pen.) | Árbitro(s): Said Martínez                    | Árbitro(s): Said Martínez |

### Final
| 7 de diciembre de 2019, 19:30 | Santos F.C. | 1:2 (1:1) | Atlético Pinares | Estadio Roberto Martínez Ávila, Siguatepeque |                            |
|                               | Cabrera 32' |           | Solórzano 9' 45' | Árbitro(s): Armando Castro                   | Árbitro(s): Armando Castro |

| 15 de diciembre de 2019, 14:00 | Atlético Pinares                         | 3:1 (1:1) | Santos F.C. | Estadio John F. Kennedy, Ocotepeque |                           |
|                                | Solórzano 45' · Arizala 87' · Tinoco 55' |           | Riascos 4'  | Árbitro(s): Oscar Moncada           | Árbitro(s): Oscar Moncada |